# Bionville-sur-Nied
Bionville-sur-Nied település Franciaországban, Moselle megyében. Lakosainak száma 393 fő (2022. január 1.). Bionville-sur-Nied Bannay, Brouck, Fouligny, Marange-Zondrange, Raville és Varize községekkel határos.

## Népesség
A település népességének változása:
| Lakosok száma | 292  | 336  | 375  | 359  | 376  | 382  | 381  | 384  | 386  | 393  |
|               | 1968 | 1982 | 1990 | 2006 | 2013 | 2015 | 2017 | 2019 | 2020 | 2022 |